# Становое (Поныровский район)
Становое — село в Поныровском районе Курской области России. Входит в состав Ольховатского сельсовета.

## География
Расположен на запруженном водотоке.

## История
Согласно Закону Курской области от 21 октября 2004 года № 48-ЗКО Становое возглавило муниципальное образование «Становский сельсовет».
В 2010 году, согласно Закону Курской области от 26 апреля 2010 года № 26-ЗКО, были объединены граничащие между собой муниципальные образования Ольховатский сельсовет, Игишевский сельсовет и Становской сельсовет в Ольховатский сельсовет, куда и вошло село Становое.

## Население
| 2010 |
| ---- |
| 307  |

Национальный состав
Согласно результатам переписи 2002 года, в национальной структуре населения русские составляли 100 % из 445 человек.
Гендерный состав
В 2010 году проживали 307 человек — 154 мужчины и 153 женщины (50,2 % и 49,8 % соответственно).

## Инфраструктура
Действовала администрация поселения. Становская школа.

## Транспорт
Доступен автомобильным транспортом. Выезд на региональную автодорогу 38Н-392 «Курск — Поныри». В центре села остановка общественного транспорта «Становое».